# Roma Calcio Femminile 2019-2020
Questa voce raccoglie le informazioni riguardanti la Società Sportiva Dilettantistica Roma Calcio Femminile nelle competizioni ufficiali della stagione 2019-2020.

## Stagione
La squadra a inizio stagione è stata affidata al tecnico Luigi Colantuoni, esonerato dalla società e sostituito da Marco Galletti, fino a quel momento allenatore della formazione Under-17, dall'11ª giornata di campionato.
A seguito dello svilupparsi della pandemia di COVID-19 che ha colpito l'Italia dal mese di febbraio, la partita della quindicesima giornata di campionato contro la Fortitudo Mozzecane era stata rinviata. Il 10 marzo 2020 venne comunicata dalla FIGC una prima sospensione di tutte le attività agonistiche della LND fino al 3 aprile successivo, conseguentemente a quanto disposto dal Governo per decreto ministeriale. Seguirono una serie di proroghe della sospensione delle attività agonistiche, finché il 20 maggio 2020 venne comunicata la sospensione definitiva delle competizioni sportive organizzate dalla FIGC. La classifica finale è stata definitiva sulla base della classifica al momento della sospensione definitiva del campionato, alla quale sono stati applicati dei criteri correttivi: la Roma ha così concluso il campionato di Serie B al decimo posto con 18,857 punti finali.

## Divise e sponsor
La tenuta ripropone lo schema che riprende i colori sociali utilizzati dalla Roma maschile, ovvero maglia e pantaloncini cremisi con inserti oro con calzettoni oro, bianchi o neri per la prima, e completamente bianca tranne i calzettoni, bianchi o oro, per la seconda.
|  | 1ª divisa |  | 2ª divisa |

## Organigramma societario
Dati tratti dal sito ufficiale
Area amministrativa
- Presidente: Marco Palagiano
- Direttore tecnico: Giulio Casaroli
- Responsabile commerciale e marketing: Massimo Emili
- Responsabile della comunicazione: Maria Quintarelli
- Responsabile logistica: Nicola D'Agnelli
- Dirigente accompagnatore: Patrizia Martella

Area tecnica
- Allenatore: Luigi Colantuoni
- Preparatore atletico: Alberto Donati
- Allenatore dei portieri: Davide De Cinti
- Fisioterapista: Piera Pani

## Rosa
Rosa e ruoli come da sito societario, aggiornati al 17 agosto 2019.
| N. |                        | Ruolo | Calciatrice               |
| -- | ---------------------- | ----- | ------------------------- |
|    | Italia (bandiera)      | P     | Dalila Di Cicco           |
|    | Italia (bandiera)      | P     | Emma Guidi                |
|    | Italia (bandiera)      | D     | Martina Bartolini         |
|    | Italia (bandiera)      | D     | Chiara Capitta            |
|    | Italia (bandiera)      | D     | Livia Michelle Capparelli |
|    | Italia (bandiera)      | D     | Noemi Cortelli (capitano) |
|    | Italia (bandiera)      | D     | Debora Naticchioni        |
|    | Italia (bandiera)      | D     | Martina Sclavo            |
|    | Italia (bandiera)      | D     | Claudia Silvi             |
|    | Stati Uniti (bandiera) | D     | Jodi Sevim Ulkekul        |
|    | Italia (bandiera)      | C     | Ellie Carrarini           |
|    | Italia (bandiera)      | C     | Filomena Chahid           |
|    | Stati Uniti (bandiera) | C     | Clarissa Kirsch Downs     |

| N. |                     | Ruolo | Calciatrice        |
| -- | ------------------- | ----- | ------------------ |
|    | Italia (bandiera)   | C     | Chiara Lorè        |
|    | Italia (bandiera)   | C     | Alessandra Pisani  |
|    | Italia (bandiera)   | C     | Federica Polverino |
|    | Italia (bandiera)   | C     | Valeria Testa      |
|    | Canada (bandiera)   | A     | Maila Carboni      |
|    | Italia (bandiera)   | A     | Lucia Conte        |
|    | Germania (bandiera) | A     | Nina Felgendreher  |
|    | Italia (bandiera)   | A     | Ilaria Filippi     |
|    | Italia (bandiera)   | A     | Claudia Fortunati  |
|    | Italia (bandiera)   | A     | Alessia Ietto      |
|    | Italia (bandiera)   | A     | Serena Landa       |
|    | Italia (bandiera)   | A     | Penelope Riboldi   |
|    | Italia (bandiera)   | A     | Marta Schirò       |

## Calciomercato

### Sessione estiva
| Acquisti | Acquisti           | Acquisti           | Acquisti   |
| R.       | Nome               | da                 | Modalità   |
| -------- | ------------------ | ------------------ | ---------- |
| D        | Jodi Sevim Ulkekul | Seattle Sounders   | definitivo |
| C        | Ellie Carrarini    | Roma XIV           | definitivo |
| C        | Chiara Lorè        | Lazio              | definitivo |
| C        | Valeria Testa      | Roma               | definitivo |
| A        | Maila Carboni      |                    | definitivo |
| A        | Claudia Fortunati  | Roma XIV           | definitivo |
| A        | Penelope Riboldi   | ChievoVerona Valpo | definitivo |
| A        | Marta Schirò       | Olimpus C5         | definitivo |

| Cessioni | Cessioni       | Cessioni   | Cessioni      |
| R.       | Nome           | a          | Modalità      |
| -------- | -------------- | ---------- | ------------- |
| C        | Greis Domi     | Fiorentina | fine prestito |
| A        | Noemi Visentin | Lazio      | definitivo    |

## Risultati

### Serie B

#### Girone di andata
| Arbitro: | Delnotaro (Vico) |

|           |           |               |
| Codecà 1’ | Marcatori | 90+3’ Carboni |

| Arbitro: | Esposito (Napoli) |

|  |           |                      |
|  | Marcatori | 20’ Foltran 90’ Piai |

| Arbitro: | Agostoni (Milano) |

|                        |           |                 |
| Rigolino 23’ Levis 70’ | Marcatori | 57’ (rig.) Lorè |

| Roma 3 novembre 2019, ore 14:30 CET 4ª giornata | Roma CF                    | 0 – 0 referto | Fortitudo Mozzecane | Centro sportivo Certosa\| Arbitro: \| Garofalo (Torre del Greco) \| |
| Arbitro:                                        | Garofalo (Torre del Greco) |               |                     |                                                                     |

| Arbitro: | Mastrodomenico (Policoro) |

|                |           |             |
| Gambarotta 70’ | Marcatori | 34’ Carboni |

| Arbitro: | Vingo (Pisa) |

|                           |           |                |
| Carboni 45’ Fortunati 78’ | Marcatori | 28’ Porcarelli |

| Arbitro: | Marangone (Udine) |

|                   |           |           |
| Kastrati 70’, 81’ | Marcatori | 50’ Conte |

| Arbitro: | Menicucci (Lanciano) |

|  |           |                      |
|  | Marcatori | 29’ Ligi 44’ Cimatti |

| Arbitro: | Mastrodomenico (Policoro) |

|                                       |           |                                     |
| Gelmetti 18’ Tammik 28’ Kubassova 49’ | Marcatori | 25’ Ulkekul 60’ Polverino 65’ Conte |

| Arbitro: | Robilotta (Sala Consilina) |

|                      |           |                        |
| Polverino 19’ (rig.) | Marcatori | 82’ Menin 84’ Di Luzio |

| Arbitro: | Silvera (Valdarno) |

|                             |           |                |
| Monetini 22’ Federiconi 74’ | Marcatori | 47’, 66’ Landa |

#### Girone di ritorno
| Arbitro: | Mirabella (Napoli) |

|                        |           |                 |
| Polverino 3’ Silvi 67’ | Marcatori | 6’, 61’ Rognoni |

| Arbitro: | Djurdjevic (Trieste) |

|          |           |           |
| Domi 65’ | Marcatori | 87’ Ietto |

| Arbitro: | Di Loreto (Terni) |

|                                             |           |              |
| Conte 54’, 75’ Landa 56’, 67’ Ulkekul 90+1’ | Marcatori | 19’ Accoliti |

| Villafranca di Verona 23 febbraio 2020, ore 14:30 CET 15ª giornata | Fortitudo Mozzecane | – Annullata | Roma CF | Stadio comunale |

| Arbitro: | Ursini (Pescara) |

|  |           |                    |
|  | Marcatori | 87’ (rig.) Palombi |

| Savignano sul Rubicone 22 marzo 2020, ore 14:30 CET 17ª giornata | Castelvecchio | – Annullata | Roma CF | Vecchio comunale |

| Roma 29 marzo 2020, ore 14:30 CET 18ª giornata | Roma CF | – Annullata | Cittadella | Centro sportivo Certosa |

| Ravenna 19 aprile 2020, ore 15:00 CEST 19ª giornata | Ravenna | – Annullata | Roma CF | Centro sportivo Massimo Soprani |

| Roma 26 aprile 2020, ore 15:00 CEST 20ª giornata | Roma CF | – Annullata | Napoli | Centro sportivo Certosa |

| Dogana 10 maggio 2020, ore 15:00 CEST 21ª giornata | San Marino | – Annullata | Roma CF | Campo sportivo di Dogana |

| Roma 17 maggio 2020, ore 15:00 CEST 22ª giornata | Roma CF | – Annullata | Perugia | Centro sportivo Certosa |

### Coppa Italia
| Arbitro: | Finzi (Foligno) |

|  |           |                       |
|  | Marcatori | 85’, 88’ Kirsch Downs |

| Arbitro: | Di Loreto (Terni) |

|                                |           |  |
| Landa 1’ Conte 12’ Carboni 37’ | Marcatori |  |

| Arbitro: | Romaniello (Napoli) |

|  |           |                                         |
|  | Marcatori | 11’, 34’, 81’ Ferrato 24’, 37’ Sabatino |

## Statistiche

### Statistiche di squadra
| Competizione | Punti       | In casa | In casa | In casa | In casa | In casa | In casa | In trasferta | In trasferta | In trasferta | In trasferta | In trasferta | In trasferta | Totale | Totale | Totale | Totale | Totale | Totale | DR |
| Competizione | Punti       | G       | V       | N       | P       | Gf      | Gs      | G            | V            | N            | P            | Gf           | Gs           | G      | V      | N      | P      | Gf     | Gs     | DR |
| ------------ | ----------- | ------- | ------- | ------- | ------- | ------- | ------- | ------------ | ------------ | ------------ | ------------ | ------------ | ------------ | ------ | ------ | ------ | ------ | ------ | ------ | -- |
| Serie B      | 13 (18,857) | 8       | 2       | 2       | 4       | 10      | 11      | 7            | 0            | 5            | 2            | 10           | 12           | 15     | 2      | 7      | 6      | 20     | 23     | -3 |
| Coppa Italia | -           | 1       | 1       | 0       | 0       | 3       | 0       | 1            | 1            | 0            | 0            | 2            | 0            | 2      | 2      | 0      | 0      | 5      | 0      | +5 |
| Totale       | -           | 9       | 3       | 2       | 4       | 13      | 11      | 8            | 1            | 5            | 2            | 12           | 12           | 16     | 4      | 7      | 6      | 25     | 23     | +2 |

### Andamento in campionato
| Giornata  | 1 | 2  | 3  | 4  | 5  | 6 | 7  | 8  | 9  | 10 | 11 | 12 | 13 | 14 | 15 | 16 | 17 | 18 | 19 | 20 | 21 | 22 |
| --------- | - | -- | -- | -- | -- | - | -- | -- | -- | -- | -- | -- | -- | -- | -- | -- | -- | -- | -- | -- | -- | -- |
| Luogo     | T | C  | T  | C  | T  | C | T  | C  | T  | C  | T  | C  | T  | C  | T  | C  | T  | C  | T  | C  | T  | C  |
| Risultato | N | P  | P  | N  | N  | V | P  | P  | N  | P  | N  | N  | N  | V  | -  | P  | -  | -  | -  | -  | -  | -  |
| Posizione | 8 | 10 | 11 | 10 | 11 | 9 | 11 | 11 | 11 | 11 | 11 | 10 | 10 | 10 | 10 | 10 | -  | -  | -  | -  | -  | -  |

Legenda:

Luogo: C = Casa; T = Trasferta. Risultato: V = Vittoria; N = Pareggio; P = Sconfitta.

### Statistiche delle giocatrici
| Giocatore       | Serie B  | Serie B | Serie B     | Serie B    | Coppa Italia | Coppa Italia | Coppa Italia | Coppa Italia | Totale   | Totale | Totale      | Totale     |
| Giocatore       | Presenze | Reti    | Ammonizioni | Espulsioni | Presenze     | Reti         | Ammonizioni  | Espulsioni   | Presenze | Reti   | Ammonizioni | Espulsioni |
| --------------- | -------- | ------- | ----------- | ---------- | ------------ | ------------ | ------------ | ------------ | -------- | ------ | ----------- | ---------- |
| M. Bartolini    | 3        | 0       | 0           | 0          | 0            | 0            | 0            | 0            | 3        | 0      | 0           | 0          |
| G. Boldorini    | -        | -       | -           | -          | -            | -            | -            | -            | -        | -      | -           | -          |
| C. Capitta      | 2        | 0       | 0           | 0          | 2            | 0            | 0            | 0            | 4        | 0      | 0           | 0          |
| L. Capparelli   | -        | -       | -           | -          | -            | -            | -            | -            | -        | -      | -           | -          |
| M. Carboni      | 10       | 3       | 0           | 0          | 3            | 0            | 0            | 0            | 13       | 3      | 0           | 0          |
| E. Carrarini    | 5        | 0       | 0           | 0          | 0            | 0            | 0            | 0            | 5        | 0      | 0           | 0          |
| F. Chahid       | 4        | 0       | 0           | 0          | 1            | 0            | 0            | 0            | 5        | 0      | 0           | 0          |
| L. Conte        | 15       | 4       | 1           | 0          | 1            | 1            | 0            | 0            | 16       | 5      | 1           | 0          |
| N. Cortelli     | 13       | 0       | 2           | 1          | 2            | 0            | 0            | 0            | 15       | 0      | 2           | 1          |
| D. Di Cicco     | 3        | -3      | 0           | 0          | 3            | -5           | 0            | 0            | 6        | -8     | 0           | 0          |
| N. Felgendreher | 9        | 0       | 1           | 0          | 1            | 0            | 0            | 0            | 10       | 0      | 1           | 0          |
| I. Filippi      | 9        | 0       | 2           | 2          | 3            | 0            | 0            | 0            | 12       | 0      | 2           | 2          |
| C. Fortunati    | 7        | 1       | 0           | 0          | 3            | 0            | 0            | 0            | 10       | 1      | 0           | 0          |
| E. Guidi        | 12       | -20     | -           | -          | 0            | 0            | 0            | 0            | 12       | -20    | 0           | 0          |
| A. Ietto        | 10       | 1       | 1           | 0          | 2            | 0            | 0            | 0            | 12       | 1      | 1           | 0          |
| C. Kirsch Downs | 11       | 0       | 0           | 0          | 2            | 2            | 0            | 0            | 13       | 2      | 0           | 0          |
| S. Landa        | 15       | 4       | 1           | 0          | 3            | 1            | 0            | 0            | 18       | 5      | 1           | 0          |
| C. Lorè         | 13       | 1       | 0           | 0          | 3            | 0            | 0            | 0            | 16       | 1      | 0           | 0          |
| D. Naticchioni  | -        | -       | -           | -          | -            | -            | -            | -            | -        | -      | -           | -          |
| A. Pisani       | 0        | 0       | 0           | 0          | 0            | 0            | 0            | 0            | 0        | 0      | 0           | 0          |
| F. Polverino    | 14       | 3       | 2           | 0          | 3            | 0            | 0            | 0            | 17       | 3      | 2           | 0          |
| P. Riboldi      | 9        | 0       | 0           | 0          | 1            | 0            | 0            | 0            | 10       | 0      | 0           | 0          |
| M. Schirò       | 0        | 0       | 0           | 0          | -            | -            | -            | -            | 0        | 0      | 0           | 0          |
| M. Sclavo       | 14       | 0       | 4           | 1          | 2            | 0            | 0            | 0            | 16       | 0      | 4           | 1          |
| C. Silvi        | 15       | 1       | 2           | 0          | 3            | 0            | 0            | 0            | 18       | 1      | 2           | 0          |
| V. Testa        | 10       | 0       | 3           | 0          | 2            | 0            | 0            | 0            | 12       | 0      | 3           | 0          |
| B. Trezza       | -        | -       | -           | -          | -            | -            | -            | -            | -        | -      | -           | -          |
| J.S. Ulkekul    | 10       | 2       | 0           | 0          | 2            | 0            | 0            | 0            | 12       | 2      | 0           | 0          |
| F. Venia        | 0        | 0       | 0           | 0          | -            | -            | -            | -            | 0        | 0      | 0           | 0          |